# Phytocoris annulicornis
Phytocoris annulicornis är en insektsart som först beskrevs av Reuter 1876.  Phytocoris annulicornis ingår i släktet Phytocoris och familjen ängsskinnbaggar. Inga underarter finns listade i Catalogue of Life.